# Inez Demonet
Inez Michon Demonet (Washington D. C., 25 de abril de 1897-26 de abril de 1980) fue una artista e ilustradora médica estadounidense, conocida por establecer las artes médicas modernas en los Institutos Nacionales de Salud.

## Primeros años
Inez Michon Demonet nació en 1897 en Washington D. C., hija de George H. Demonet y Emily Demonet. Su padre era francés y su madre era belga. Fue a la Corcoran School of Art y a la National School of Fine & Applied Arts. Su especialidad fue la ilustración de cirugía plástica y maxilofacial. También trabajó en otros medios y fue miembro del Washington Water Color Club, la Society of Washington Printmakers y la Society of Tropical Medicine and Hygiene.
Durante la Primera Guerra Mundial, creó acuarelas de lesiones faciales y cirugías para el Departamento de Guerra de los Estados Unidos. Se casó en Baltimore con Cecil S. O'Brien, un cirujano naval, el 21 de abril de 1915, pero no estuvieron casados por mucho tiempo.

## Carrera profesional

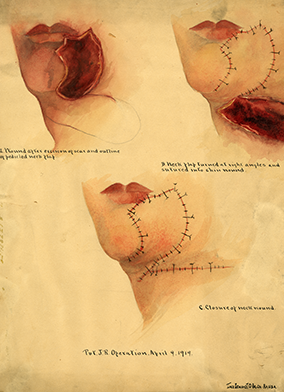
Imagen de cirugía de reconstrucción facial pintada por Inez Demonet O'Brien 9 de abril de 1919.

Se convirtió en la única artista residente en el Laboratorio de Higiene (actualmente los Institutos Nacionales de Salud) en 1926, ascendiendo hasta llegar a ser Jefa de la sección de Artes Médicas en 1938, donde permaneció hasta su jubilación en 1965. Ocasionalmente hacía otras ilustraciones no médicas, como las ilustraciones para The Anatomy and Physiology of the Light Organ in Fireflies, que se publicó en la revista Bioluminescence en 1948. Desde 1960 hasta 1965, trabajó como Consultora de Bellas Artes y Artes Aplicadas para Artes Médicas, trabajando en los interiores de edificios en el área de DC.
Demonet fue miembro fundadora de la Asociación de Ilustradores Médicos (AMI). La AMI otorga una beca anual en su nombre al «solicitante con los más altos logros académicos y personales en el campo de las comunicaciones visuales en las ciencias de la salud» en un programa acreditado por la AMI. Su grabado pintado a mano Rickshaw Coolie – Shanghai se encuentra en el Museo Smithsoniano de Arte Americano. Dos de sus grabados se encuentran en The Booth Family Center for Special Collections en la Universidad de Georgetown.